# Holsted
Holsted é um município da Dinamarca, localizado na região sudoeste, no condado de Ribe.
O município tem uma área de 190 km² e uma  população de 6 967 habitantes, segundo o censo de 2003.